# Axis (släkte)
Axis är ett släkte av däggdjur som ingår i familjen hjortdjur.

## Arter
Arter enligt Catalogue of Life och Mammal Species of the World (2005):
- Axishjort (Axis axis)
- Calamianhjort (Axis calamianensis)
- Baweanhjort (Axis kuhlii)
- Svinhjort (Axis porcinus)

## Utseende
Arterna når en kroppslängd (huvud och bål) av 100 till 175 cm, en svanslängd av 12,8 till 38 cm, en mankhöjd av 60 till 100 cm och en vikt av 27 till 110 kg. Den ganska styva pälsen är på kroppens sidor längre än på andra kroppsdelar. Individerna har ingen man kring halsen. Pälsens grundfärg är rödbrun, ljusbrun med rosa skugga eller gulbrun med större variationer under olika årstider för enskilda exemplar. Hos arten axishjort förekommer ljusa punkter på ovansidan som tidvis kan vara otydliga. Ryggens topp är hos alla släktmedlemmar mörkast och undersidan är täckt av vit päls. Albino är bara kända från djur som hölls i fångenskap. Hos hannar utvecklas horn med upp till tre spetsar.

## Utbredning
Släktets medlemmar förekommer från Pakistan och Nepal över Indien och Sri Lanka till Calamianöarna som tillhör Filippinerna. Habitatet utgörs av gräsmarker och öppna skogar samt buskskogar. Ibland besöks tätare skogar.

## Ekologi
Individerna är vanligen aktiva på morgonen och på senare eftermiddagen och de blir nattaktiva under sommaren. Exemplar som känner sig hotade söker skydd i vattnet eller i täta buskansamlingar. Födan utgörs av gräs, örter, blommor och frukter med variationer beroende på art. En flock består vanligen av 5 till 10 individer och ibland bildas större hjordar med upp till 200 medlemmar. Under parningstiden väljer hannen en eller flera brunstig hona som försvaras mot andra hannar. Vistas flera hannar en längre tid i samma område upprättar de en hierarki genom strider med hornen. Hos baweanhjort lever individerna ensamma när honan inte är brunstig.
Ungarnas utveckling varierar mellan arterna.

## Status
Alla arter hotas av landskapsförändringar och av jakt för köttets skull. IUCN listar baweanhjort som akut hotad (CR), calamianhjort och svinhjort som starkt hotad (EN) och endast axishjort som livskraftig (LC).